# Хайнрих II фон Нойфен
Хайнрих II фон Нойфен (на немски: Heinrich II. von Neuffen, Ritter; * пр. 1228; † сл. 1265/сл. 1275) е благородник, рицар от швабския род на господарите и графовете фон Нойфен.
Той е най-големият син (от шест деца) на Хайнрих I фон Нойфен († сл. 1246), граф на Нойфен и Ахалм, и съпругата му Аделхайд фон Виненден († сл. 1211), дъщеря на Готфрид фон Виненден и на фон Рордорф. Внук е на граф Бертхолд I фон Вайсенхорн-Нойфен († 1221) и съпругата му Аделхайд фон Гамертинген († сл. 1208), единствената дъщеря на граф Адалберт II фон Ахалм-Хетинген († пр. 1172) и Аделхайд/Мехтилд. Правнук е на Егино комес де Нифен († сл. 1150). Баща му е брат на Бертолд фон Нойфен († 1224), княжески епископ на Бриксен (1216 – 1224).
Брат е на Бертолд фон Нойфен († сл. 1258), Готфрид фон Нойфен († сл. 1255) и Волфрад фон Нойфен († сл. 1242). Сестра му Аделхайд фон Нойфен († 1248) е омъжена за граф Егино V фон Урах и Фрайбург († 12 юли 1236) и става 1240 г. монахиня в Гунтерстал. Сестра му Юта фон Нойфен († 1227) е омъжена за Конрад фон Тане-Винтерщетен († 1241/1242/1243). Друга негова сестра е омъжена за граф Вернхард фон Юлбах и Шаунберг († сл. 1256).

## Деца
Хайнрих II фон Нойфен има децата:
- Анна фон Нойфен († ок. 1 май 1271), омъжена за Вернхарт III фон Шаунберг († ок. 2 февруари 1287)
- Луитгард фон Нойфен (* пр. 1277; † 13 юли 1299), омъжена пр. 3 април 1284 г. за Конрад IV фон Вайнсберг (* пр. 1269; † 20 юли 1323)
- Рудолф фон Нойфен († сл. 1287)